# Edifici al carrer de la Font, 12 (Reus)
L'Edifici al carrer de la Font, 12, és un edifici del municipi de Reus (Baix Camp) inclòs en l'Inventari del Patrimoni Arquitectònic de Catalunya com a Bé Cultural d'Interès Local.

## Descripció
És un habitatge situat en una cantonada del carrer de la Font amb el raval de Robuster, i les seves façanes donen a dos carrers diferents. Està estructurat en planta baixa, entresòl i dos pisos superiors. La zona primitiva, del segle xvii, és la de la façana principal, que dona al carrer de la Font. L'entrada és allindanada, amb una llum força ample i feta a base de maçoneria amb carreus de grans dimensions. La resta de la façana està arrebossada. Fins fa poc hi havia un esgrafiat just sobre la porta principal que dibuixava un balcó fictici amb barana de ferro forjat i persianes de fusta tancades. Pel que fa a la resta d'obertures, són totes allindanades amb petits balcons amb baranes de ferro forjat força treballades. Les façanes presenten una simetria vertical en les obertures, dues per planta al carrer de la Font i quatre al raval de Robuster. La coberta era de teula àrab. Actualment l'edifici s'ha enderrocat en el seu interior, respectant la façana, que és el que en resta.
Després de la guerra civil, cap al 1940, s'hi va instal·lar l'Escola Maria Cortina, dirigida per Maria Cortina i Pascual, i quan aquesta es va traslladar al Palau Boule, va seguir com a acadèmia privada dirigida pel senyor Margalef, que li posà el nom de Col·legi del Sagrat Cor.